# (19349) Denjoy
(19349) Denjoy est un astéroïde de la ceinture principale.

## Description
(19349) Denjoy est un astéroïde de la ceinture principale. Il fut découvert le 13 février 1997 à Prescott (Arizona) par Paul G. Comba. Il présente une orbite caractérisée par un demi-grand axe de 2,79 UA, une excentricité de 0,03 et une inclinaison de 5,7° par rapport à l'écliptique.

## Compléments